# Jan Smit (zanger)
Johannes Hendricus Maria (Jan) Smit (Volendam, 31 december 1985) is een Nederlands zanger, presentator, componist, tekstschrijver, acteur en bestuurder.
Smit is een van de populairste zangers van Nederland. Buiten zijn eigen land is hij ook succesvol in België, Duitsland, Oostenrijk en Zwitserland. Van 2015 tot en met 2018 maakte hij deel uit van het schlagertrio KLUBBB3, en sinds 2017 maakt hij deel uit van De Toppers.
Als presentator is hij vooral bekend van programma's als de Beste Zangers, Sterren Muziekfeest op het plein, Het Nationaal Songfestival en het Gouden Televizier-Ring Gala.
Sinds 2011 is hij zeer betrokken bij het Eurovisiesongfestival, zo maakt Smit onder andere deel uit van de Nederlandse selectiecommissie en de vakjury. Daarnaast verzorgt hij het Nederlandse commentaar namens de AVROTROS, behalve toen hij in 2021 het festival presenteerde. Dit jaar werd daarom overgenomen door Sander Lantinga. Van 1 juli 2022 tot en met 30 november 2023 was hij voorzitter van FC Volendam.

## Carrière

### 1996: Volendams jongenskoor
Jantje Smit zong vier jaar bij het Volendammer jongenskoor De zangertjes van Volendam. Hij werd op tienjarige leeftijd ontdekt, toen de Volendamse band BZN een duet op wilde nemen met jong plaatselijk talent en zangeres Carola Smit. Jantje werd hiervoor uitgekozen en het nummer Mama werd vervolgens een groot succes.

### 1997–2004: Internationaal succes als Jantje Smit
De reacties op het duet waren overweldigend. Naar aanleiding hiervan mocht hij een solosingle opnemen, geproduceerd door drie BZN-leden. Dit werd de single Ik zing dit lied voor jou alleen, die op nummer 1 binnenkwam in de Nederlandse hitparades. Dit was in de geschiedenis van de Nederlandse Top 40 nog nooit eerder voorgekomen. In de twee volgende jaren behaalde hij nog vijf hits, waaronder Pappie, waar blijf je nou. Alle nummers werden geschreven door de BZN-leden Jan Keizer, Jack Veerman en Jan Tuijp.
Buiten Nederland was Smit ook succesvol in België, Duitsland, Oostenrijk, Italië en Frankrijk. Hij trad enige tijd op in Duitsland vanwege de ruimere arbeidstijdenwetgeving: in Nederland mogen kinderen bij wet slechts enkele malen per jaar optreden. In Duitsland bracht hij tien Duitstalige albums uit. In 2001 ontving Smit met BZN en zijn producers de Exportprijs, als bestverkopende Nederlandse artiest in het buitenland.

### 2005–2007:Gewoon Jan Smit
Sinds 2005 voer Jantje een nieuwe koers met nieuwe liedjesschrijvers, zelfgeschreven nummers en een nieuwe naam: Jan Smit. Daarnaast is het dagelijks leven van Smit te volgen in de realitysoap Gewoon Jan Smit. Dit programma werd later dat jaar bekroond met de Gouden Televizier-Ring.
Ook verschoof Smit langzaam het accent van zang naar presentatie. Voor de TROS presenteerde hij het programma Muziekfeest op het Plein.
De populariteit van Smit steeg enorm en hij behaalde hit na hit, te beginnen met Als de nacht verdwijnt en Laura, die de eerste plaats van de Single Top 100 behaalde.
Op 15 maart 2006 kreeg Jan Smit de Edison Award uitgereikt in de Amsterdamse Melkweg als Beste Zanger Nationaal voor zijn album Jansmit.com.
Op 8 september 2006 startte een tweede serie van Gewoon Jan Smit. In deze reeks werd meer dan in de eerste reeks aandacht aan de omgeving van de zanger besteed.
In 2006 had Jan Smit zijn derde en vierde nummer 1-hit in de Nederlandse hitparades. Als de morgen is gekomen stond in september 6 weken op 1 en in december bereikte ook Cupido de eerste plaats.
Vanaf september 2006 heeft winkelketen C&A een kledinglijn in het assortiment opgenomen die genoemd is naar Jan Smit. De collectie heet J-style. Smit heeft zijn persoonlijke voorkeur aangegeven, op basis van dat advies heeft C&A kleding gemaakt.
In 2007 had Smit een vijfde nummer 1-hit: Op weg naar geluk. Vanaf eind september 2007 was Smit weer op televisie met een realitysoap, Jan Smit, de zomer voorbij.
In het najaar van 2007 verscheen er een nieuwe single van Jan Smit, Dan volg je haar benen. De single bereikte in november de eerste plaats in de hitlijsten en was voor Smit zijn zesde nummer 1-hit in Nederland. Op de single staat tevens Calypso, een duet met de Amerikaanse zanger John Denver. In 2008 begon Smit vervolgens aan een grote tournee door Nederland genaamd Jan Smit komt naar je toe.

### 2007: Stemproblemen
Medio oktober werd bekendgemaakt dat Smit tot eind november zijn stem niet meer mocht gebruiken. Er was een knobbeltje op zijn stembanden gevonden. Alle optredens werden tot 29 november afgezegd. Hierdoor miste Smit optredens bij Symphonica in Rosso en de TMF Awards, maar mocht hier wel de prijs voor beste Nederlandse popact ophalen. Vanaf november van dat jaar kon Smit wegens een operatie een half jaar niet meer zingen. Presentatiewerk voor de TROS en zijn nieuwe album moesten daardoor wachten. De tournee Jan Smit komt naar je toe werd ook verschoven.
In november 2007 werd voor de operatie een eenmalig televisieprogramma over Smits stemproblemen uitgezonden.
Na acht maanden afwezigheid maakte Smit zijn comeback tijdens het Museumpleinconcert op Koninginnedag 2008.

### 2008–2015:Het Bombardementen 15-jarig jubileum
Op 14 juli 2008 kwam zijn single Stilte in de storm vanuit het niets op de eerste plaats van de Single Top 100 terecht. Het was zijn zevende nummer 1-notering. In het najaar van 2008 was hij te zien in een nieuw seizoen van Jan Smit, de zomer voorbij en was hij teamcaptain in het programma Te leuk om waar te zijn. Op 8 november 2008 werd Als je lacht zijn 8e nummer 1-hit in Nederland. Op 28 februari 2009 was Je naam in de sterren zijn negende hit die op nummer 1 in de Single Top 100 binnenkwam.
Waar het in Nederland alleen maar beter lijkt te gaan, loopt het succes in Duitsland juist terug. De reden ligt volgens Smit aan het feit dat men in Duitsland "echte schlagers of popmuziek" wil horen en Smit daar tussenin zit "en dat slaat niet aan". Inmiddels is Smit daar ook gestopt met het presenteren van televisieprogramma's. In juli 2009 verscheen er een duet met de Surinaamse zanger Damaru, Mi rowsu (Tuintje in mijn hart), uitgebracht voor SOS Kinderdorpen, dat zowel in Suriname als in Nederland de nummer 1-positie bereikte.
Op 3 september 2009 presenteerde Smit voor de TROS de eerste aflevering van het programma Ik weet wat jij deed. Daarnaast begon op 20 september 2009 het 3de seizoen van Jan Smit, de zomer voorbij, dit keer werd de serie in Italië opgenomen. Leef nu het kan kwam op 6 maart 2010 nieuw binnen op de eerste plaats van de hitlijst. Smit is na The Beatles en Marco Borsato de artiest die in Nederland het langst op nr. 1 heeft gestaan in de geschiedenis van de wekelijkse hitparade (1960-heden). Smit werd in april 2010 gekozen tot Nederlandse mascotte voor Amarula. Hij loste hiermee Frans Bauer af, die in 2009 tot mascotte gekozen werd. De single Terug in de tijd van zijn album Leef, kwam op 19 juni 2010 de hitparade binnen en bereikte een week later op de 2e plaats zijn hoogste positie. De opvolger Zie wel hoe ik thuiskom kwam op 25 september 2010 op de eerste positie in de mega single top 100 binnen. Op 15 januari 2011 stond Niemand zo trots als wij eveneens in de eerste week op nummer 1. Op 30 september 2011 verscheen Hou je dan nog steeds van mij als single en een maand later de verzamelaar 15 jaar hits. Na een week bereikte Smit opnieuw de hoogste positie van de Top 100 met de single. In het RTL-4-programma Koffietijd ontving hij op deze dag een gouden plaat voor de verkoop van 10.000 exemplaren. Ongeveer tegelijkertijd bracht Eddy Veerman een biografie uit, getiteld Het geheim van de Smit.
Van 2011 t/m 2023 was hij samen met Cornald Maas commentator voor het Eurovisiesongfestival namens de AVROTROS, m.u.v. 2021. Toen presenteerde hij zelf het festival en werd hij vervangen door Sander Lantinga. In januari 2024 besloot hij om te stoppen omdat hij dat jaar als radio-dj aan de slag ging bij Sterren NL Radio. Dit kon hij niet combineren met zijn rol als commentator voor het Eurovisiesongfestival. Hij werd opgevolgd door Krezip-zangeres Jacqueline Govaert.
In 2012 werd het vijftienjarig jubileum van Jan Smit groots gevierd. In augustus verscheen het album Vrienden, dat bekroond werd met een platina plaat. Ook had Jan drie nummer één hits in 2012: 1. Echte Vrienden, zijn duet met Gerard Joling, 2. het nummer Altijd Daar en 3. Sla Je Armen Om Me Heen (met Roos van Erkel). In oktober 2012 vierde Jan zijn vijftienjarig jubileum met een vijftal concerten in Ahoy Rotterdam m.m.v. Gerard Joling, Yes-R, Carola Smit en Damaru. In 2012 verscheen ook een biografie over het leven van Jan Smit. Eind 2012 speelde hij de hoofdrol in de film Het Bombardement. De film werd al op de dag van de première volledig door critici en bezoekers gekraakt en de grond in geschreven (waarbij Smits acteerdebuut "nog wel de minste zorg van de hele film was"), maar doordat meer dan honderdduizend mensen de film in de bioscoop bezochten werd deze toch bekroond met de gouden filmstatus. Voor de film zong Smit samen met mede hoofdrolspeelster Roos van Erkel het nummer Sla je armen om me heen, dit nummer behaalde de eerste plek in de Nederlandse Single Top 100.
Sinds 2012 presenteert Smit De beste zangers van Nederland m.u.v. seizoen 15 in 2020, dat gepresenteerd werd door Nick & Simon omdat Smit dit seizoen door ziekte niet kon presenteren. In elke aflevering staat één zanger centraal, die voor ieder ander een lied uitgekozen heeft om te zingen. Degene die centraal staat zingt zelf niet, maar beoordeelt de anderen. Op 4 juni 2016 was er een speciale aflevering van het programma, waarbij de hoofdgast niet een van de zangers was, maar Smit zelf. Deze aflevering was een eerbetoon aan Jan Smit omdat hij 20 jaar in z'n vak zat. In 2012 startte hij ook samen met zijn manager Jaap Buijs het platenlabel Vosound Records. Naast Smit zelf zijn aan het label zijn zus Monique Smit, Tim Douwsma en Gerard Joling muzikaal verbonden. In 2012 wordt ook de TrosKompas Oeuvre Award aan hem toegekend.
Eind februari 2013 verscheen de dvd en de dubbel-cd met dvd Live in Ahoy, het Jubileumconcert 2012. Op 17 maart 2013 was Jan na zeven jaren weer op de Duitse televisie te zien. In het ARD-programma Das Frühlingsfest der 100.000 Blüten presenteerde Smit zijn single Bleiben wie du Bist. Na het tv-optreden was de single 48 uur lang gratis te downloaden. Na zes minuten was de site al onbereikbaar. Meer dan zeventig liedjes van Jan Smit kwamen in de Volendammer Top 1000 terecht, een hitlijst die in 2013 werd samengesteld door een groot aantal lokale radio- en televisiestations in Noord-Holland.
In 2014 speelde Smit een bijrol in Flikken Maastricht en presenteerde hij voor het eerst het Gouden Televizier-Ring Gala. In 2016 deed hij de presentatie van die show samen met Art Rooijakkers.
In 2015 overleed Jaap Buijs. Om die reden sloeg Jan dat jaar een seizoen van De zomer voorbij over en werd de presentatie van het Muziekfeest op het plein in Heerenveen (uitgezonden op 14 en 18 augustus) overgenomen door Frans Duijts, aangezien deze aflevering werd opgenomen in de week waarin Jaap Buijs overleed en Jan Smit het niet gepast vond om op een plein vol hossende mensen te staan. In november 2015 verscheen een nieuw kerstalbum van Smit. Het album getiteld Kerst Voor Iedereen bevat acht kerstklassiekers en vier nieuwe kerstnummers.

### 2016–heden: Solo, groepsverband en Eurovisiesongfestival

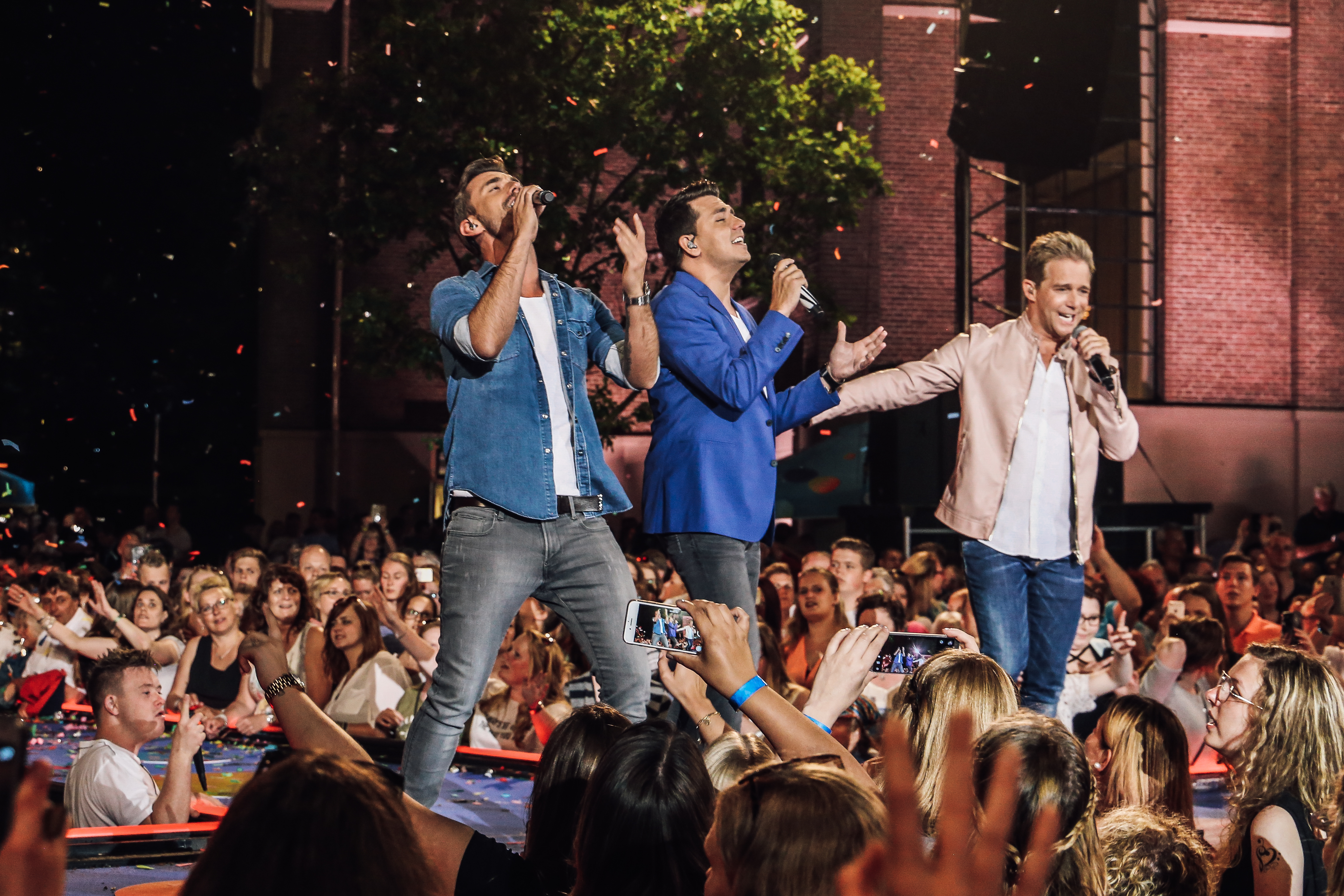
KLUBBB3 tijdens het Muziekfeest op het Plein in Emmen (2017)

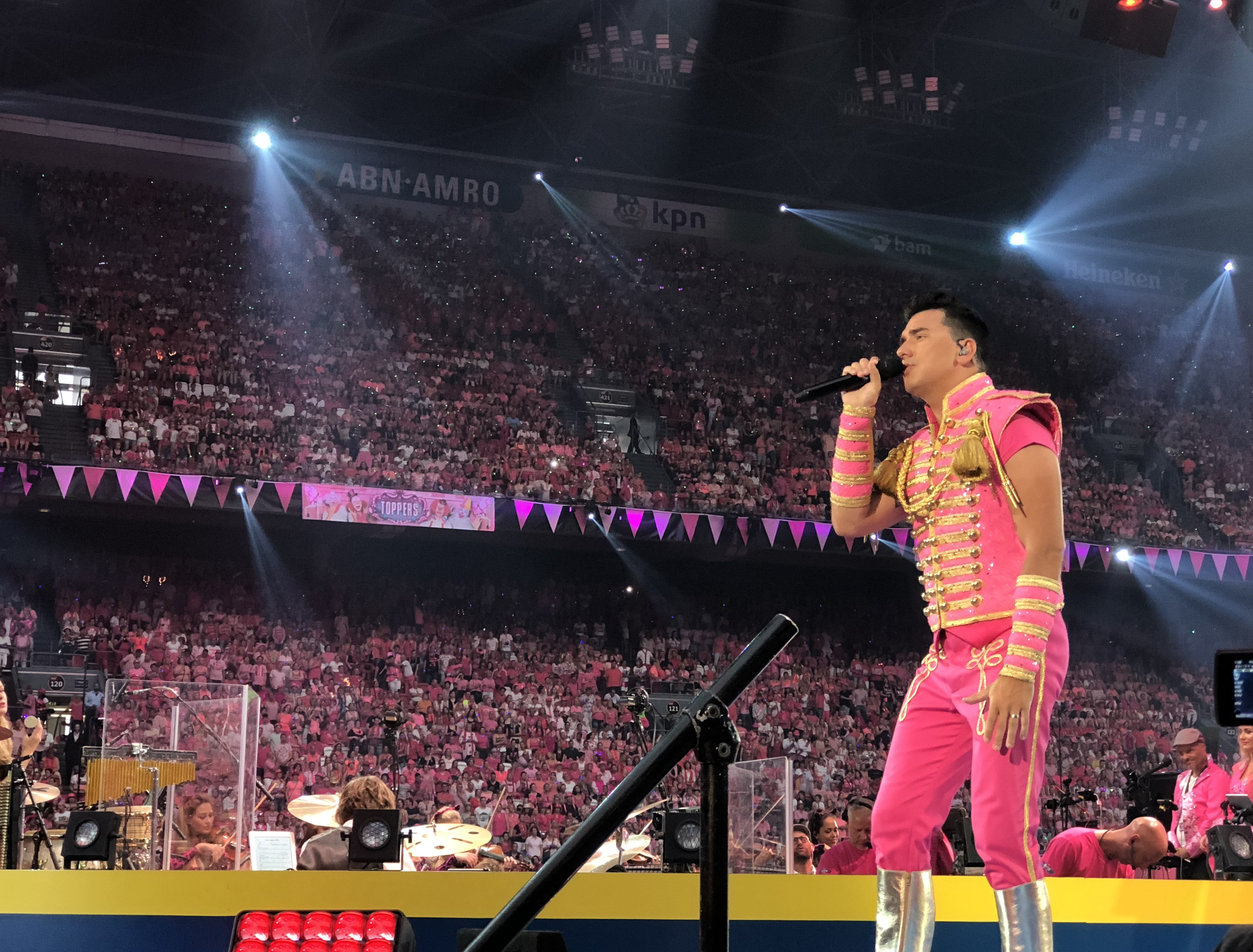
Jan Smit als De Toppers

#### 2 Kleine Kleutertjes
Vanaf 2014 ontstond "2 Kleine Kleutertjes" naar een idee van Jan Smit. Filmpjes met liedjes voor kleuters. Het album 2 kleine kleutertjes scoorde dubbel platina met een verkoop van meer dan 800.000 exemplaren. Een DVD met puzzelboek scoorde goud. Ook was er een succesvolle theatertour. In 2022 ging de film 2 kleine kleutertjes: Een dag om nooit te vergeten in première, waar hij en z’n dochter Emma een inspreker zijn. Voorafgaand aan de film was er een album met liedjes uitgebracht waarop hij, net als de andere insprekers, een van de zangers is.
Smit heeft eind april 2024 tijdens de opnames van Beste Zangers een YouTube Award gekregen van Claude voor 100 miljoen views voor zijn YouTube-kanaal 2 Kleine Kleutertjes.

#### Solocarrière
In 2016 zat Jan Smit 20 jaar in het vak. Smit ging vanaf begin september 2016 met zijn nieuwe toer Elfstedentour weer het land in. Op 19 november 2016 stond hij met zijn tournee in de Amsterdamse Heineken Music Hall. In 2017 verscheen het concert Live In HMH op dvd. Het jubileumalbum 20 (2016) werd bekroond met een nummer 1-positie in de Album Top 100. In 2017 zou de presentatie van de Gouden Televizier-Ring Gala, net als in 2016, weer in handen liggen van Smit en Art Rooijakkers, maar de Volendammer trok zich terug omdat hij zelf genomineerd was voor de Televizierring met Beste Zangers. In maart 2018 stond hij voor het eerst in zijn carrière met een soloconcert in het Antwerpse Sportpaleis. Op 20 september 2018 bracht Smit zijn nieuwe album Met andere woorden uit. Voor dit album vroeg hij twaalf bekende collega's uit het vak, zoals Jan Keizer, Barry Hay, Guus Meeuwis, BLØF en Frank Boeijen, om een liedje voor hem te schrijven. Dit hele project werd ondersteund met een theatertournee in Nederland en Vlaanderen.
In 2020 zou Smit samen met Chantal Janzen en Edsilia Rombley het Eurovisiesongfestival 2020 in Rotterdam presenteren. Het festival werd echter vanwege de coronapandemie afgelast. Op 16 mei, de datum waarop de finale van het songfestival zou worden gehouden, werd een alternatieve tv-uitzending uitgezonden: Eurovision: Europe Shine a Light. Hierin werden de 41 geselecteerde artiesten op andere manieren in de schijnwerpers gezet, zonder publiek. Het programma werd in alle deelnemende landen uitgezonden en gepresenteerd door Smit, Janzen en Rombley. In mei 2021 vormde Smit samen met Janzen, Rombley en Nikkie de Jager het presentatiekwartet van het Eurovisiesongfestival 2021 in Rotterdam.
Smit was vanaf 2020 t/m 2021 te zien als coach in het RTL 4-programma The voice of Holland. In april 2022 was Smit te zien als gastpanellid in het RTL 4-programma Make Up Your Mind.
In oktober 2022 verscheen een nieuw studioalbum van Smit, getiteld Boven Jan. Het debuteerde op de eerste plaats van de Album Top 100. De eerste single van het album was Zolang je bij me bent, dat een jaar eerder al werd uitgebracht. Met de single Tussen jou en mij, een duet met Waylon, scoorde Smit in de zomer van 2022 weer een hit.
Smit is op 29 februari 2024 geëerd met de oeuvreprijs van Edison Pop. Een onderscheiding voor zijn muzikale carrière. Hij kreeg die uitgereikt uit handen van zijn zoon Senn.
Smit presenteerde vanaf zaterdag 02-03-2024 de eerste aflevering van het wekelijkse programma Muziekfeest op de radio op NPO Sterren NL Radio.
7 september 2024 ontving Smit een gouden award uit handen van van Marco Schuitmaker voor hun duetsingle ‘Van Goes Tot Purmerend’ voor meer dan 10 miljoen streams!
Op 22 november 2024 verscheen er na 9 jaar weer een kerst-cd van Smit met de titel De Mooiste tijd van 't jaar. Het is Smits 3e kerst album. Hierop zijn zowel nieuwe als traditionele kerstnummers te horen. Er wordt op deze cd medewerking verleend door Kim-Lian van der Meij en kinderkoor de Zangertjes van Volendam. Op eerste kerstdag 2024 werd van deze cd een muziekspecial uitgezonden op NPO 1 met de titel Jan Smit viert Kerst in Rome.

#### KLUBBB3
Voor de derde keer probeert Smit op de Duitse markt zijn carrière nieuw leven in te blazen. Dit laatste project van Buijs is dan ook zijn idee toen hij in de zomer 2015 bedacht om met de Duitser Florian Silbereisen en Vlaming Christoff De Bolle op te treden als schlagergroep KLUBBB3. Het debuutalbum Vorsicht unzensiert! bereikte nummers 4 tot 6 in Duitsland, Oostenrijk en Vlaanderen en stond eveneens in Nederland en Zwitserland genoteerd. De debuutsingle Du schaffst das schon bereikte de hitlijsten in enkele landen. De band werd op 10 januari 2016 onderscheiden met de smago! Award, een belangrijke prijs in Duitsland in de schlagermuziek. Op 7 januari 2017 werden ze onderscheiden met de prijs Die Eins der Besten in de categorie Band des Jahres. De prijs werd uitgereikt tijdens de ARD-televisieshow Schlager-Champions - Das große Fest der Besten. Begin 2017 kwamen ze met hun album Jetzt Geht's Richtig Los op nummer 1 binnen in Duitsland, op nummer 2 in Oostenrijk en nummer 3 in Zwitserland. De Nederlandstalige single van KLUBBB3 Het Leven Danst Sirtaki, kwam na het optreden bij RTL Late Night, op nummer 1 in de Single Top 100. In mei 2017 kregen de heren tijdens de Schlagercountdown – Das Große Premierenfest een platina plaat voor hun eerste album Vorsicht Unsensiert en een gouden plaat voor hun tweede album Jetzt Geht’s Richtig Los!. Vanaf maart 2017 ging KLUBBB3 op tournee met Das Grosse Schlagerfest – Die Party des Jahres door Duitsland, Oostenrijk en België.

#### De Toppers
In 2017 trad Smit toe tot De Toppers. Smit had al wat ervaring met de mannenzanggroep. In 2011 en 2013 stond hij als gastartiest zes avonden in de Johan Cruijff ArenA tijdens Toppers in Concert.

## Privéleven
Smit heeft twee zussen, van wie zangeres en presentatrice Monique net als haar broer Nederlandstalige nummers zingt.
Smit had 2,5 jaar lang een relatie met Yolanthe Cabau. Sinds 2009 is hij samen met de Volendamse Liza Plat. De twee trouwden op 11 november 2011 op het eiland Sint Maarten. Smit en zijn echtgenote hebben samen een dochter en een zoon. Zijn vrouw heeft een dochter uit een eerder huwelijk.
In december 2013 trad Smit toe tot het bestuur van FC Volendam. Hij was verantwoordelijk voor de algemene zaken binnen de club. Van 1 juli 2022 tot 30 november 2023 was hij voorzitter van de club.
Het bestuur werd door de raad van commissarissen ontslagen wegens financiële verliezen.
Op 24 april 2020 werd hij benoemd tot officier in de Orde van Oranje-Nassau.

## Discografie

### Albums
| Album met eventuele hitnotering(en) in de Nederlandse Album Top 100 | Datum van verschijnen | Datum van binnenkomst | Hoogste positie | Aantal weken | Opmerkingen                                        |
| ------------------------------------------------------------------- | --------------------- | --------------------- | --------------- | ------------ | -------------------------------------------------- |
| Ik zing dit lied voor jou alleen                                    | 1997                  | 10-05-1997            | 1(5wk)          | 41           | als Jantje Smit / 2× platina                       |
| Kerstmis met Jantje Smit                                            | 1997                  | 29-11-1997            | 4               | 7            | als Jantje Smit / Goud                             |
| Het land van mijn dromen                                            | 1998                  | 30-05-1998            | 2               | 22           | als Jantje Smit / Goud                             |
| Jantje Smit                                                         | 1999                  | 01-05-1999            | 7               | 15           | als Jantje Smit                                    |
| 2000                                                                | 2000                  | 03-06-2000            | 32              | 7            |                                                    |
| Zing en lach                                                        | 2001                  | 06-10-2001            | 33              | 8            |                                                    |
| Zonder jou                                                          | 2002                  | 21-09-2002            | 40              | 8            |                                                    |
| Op eigen benen                                                      | 2003                  | 04-10-2003            | 45              | 15           |                                                    |
| Jansmit.com                                                         | 22-04-2005            | 30-04-2005            | 1(3wk)          | 105          | 3× platina                                         |
| Op weg naar geluk                                                   | 15-09-2006            | 23-09-2006            | 1(7wk)          | 101          | 3× platina / Bestverkocht album van het jaar 2006  |
| Stilte in de storm                                                  | 29-08-2008            | 06-09-2008            | 1(2wk)          | 61           | 3× platina                                         |
| Live '09: Jan Smit komt naar je toe Tour 08/09                      | 01-05-2009            | 09-05-2009            | 5               | 20           | Livealbum / Platina                                |
| Leef                                                                | 26-03-2010            | 03-04-2010            | 1(1wk)          | 58           | Platina                                            |
| 15 jaar hits                                                        | 28-10-2011            | 05-11-2011            | 3               | 65           | Verzamelalbum / Platina                            |
| Vrienden                                                            | 10-08-2012            | 18-08-2012            | 1(4wk)          | 48           | Platina                                            |
| Live in Ahoy: Jubileumconcert 2012                                  | 28-02-2013            | 02-03-2013            | 1(2wk)          | 16           | Livealbum / Goud                                   |
| Ich bin da                                                          | 28-06-2013            | 06-07-2013            | 13              | 6            | Duitstalig album                                   |
| Unplugged: De Rockfield Sessies                                     | 25-10-2013            | 26-10-2013            | 1(1wk)          | 26           | Goud                                               |
| Jij & ik                                                            | 22-08-2014            | 30-08-2014            | 1(3wk)          | 29           | Platina                                            |
| Recht uit m'n hart - ballades                                       | 2015                  | 07-02-2015            | 1(2wk)          | 28           | Verzamelalbum                                      |
| Kerst voor iedereen                                                 | 06-11-2015            | 15-11-2015            | 4               | 8            | Platina                                            |
| Vorsicht unzensiert!                                                | 08-01-2016            | 16-01-2016            | 33              | 2            | in de formatie KLUBBB3                             |
| 20                                                                  | 20-09-2016            | 24-09-2016            | 1(1wk)          | 17           | Platina                                            |
| Jetzt geht's richtig los!                                           | 06-01-2017            | 14-01-2017            | 24              | 5            | in de formatie KLUBBB3                             |
| 20 jaar hits                                                        | 03-11-2017            | 11-11-2017            | 8               | 7            | Verzamelalbum                                      |
| Wir werden immer mehr!                                              | 12-01-2018            | 20-01-2018            | 14              | 2            | in de formatie KLUBBB3                             |
| Toppers in concert 2018                                             | 24-08-2018            | 01-09-2018            | 10              | 4            | in de formatie De Toppers                          |
| Met andere woorden                                                  | 20-09-2018            | 29-09-2018            | 1(1wk)          | 15           | Goud                                               |
| Toppers in concert 2019                                             | 30-08-2019            | 06-09-2018            | 16              | 1            | in de formatie De Toppers                          |
| 2 kleine kleutertjes: Een dag om nooit te vergeten                  | 05-11-2021            | -                     |                 |              | samen met de stemmencast voor de gelijknamige film |
| Boven Jan                                                           | 28-10-2022            | 05-11-2022            | 1(1wk)          | 4            |                                                    |
| De Mooiste tijd van 't jaar                                         | 22-11-2024            | 30-11-2024            | 4               | 2*           |                                                    |

| Album met hitnotering(en) in de Vlaamse Ultratop 200 albums | Datum van verschijnen | Datum van binnenkomst | Hoogste positie | Aantal weken | Opmerkingen               |
| ----------------------------------------------------------- | --------------------- | --------------------- | --------------- | ------------ | ------------------------- |
| Ik zing dit lied voor jou alleen                            | 1997                  | 17-05-1997            | 1(2wk)          | 22           | als Jantje Smit           |
| Kerstmis met Jantje Smit                                    | 1997                  | 06-12-1997            | 18              | 8            | als Jantje Smit           |
| Het land van mijn dromen                                    | 1998                  | 13-06-1998            | 31              | 7            | als Jantje Smit           |
| Jantje Smit                                                 | 1999                  | 15-05-1999            | 44              | 2            | als Jantje Smit           |
| Jansmit.com                                                 | 2005                  | 07-05-2005            | 22              | 50           |                           |
| Op weg naar geluk                                           | 2006                  | 23-09-2006            | 12              | 51           | Goud                      |
| Stilte in de storm                                          | 2008                  | 06-09-2008            | 5               | 20           | Goud                      |
| Live '09: Jan Smit komt naar je toe Tour 08/09              | 2009                  | 16-05-2009            | 46              | 12           | Livealbum                 |
| Leef                                                        | 2010                  | 03-04-2010            | 25              | 10           |                           |
| 15 jaar hits                                                | 2011                  | 05-11-2011            | 7               | 94           | Verzamelalbum / Platina   |
| Vrienden                                                    | 2012                  | 18-08-2012            | 1(1wk)          | 51           | Goud                      |
| Live in Ahoy: Jubileumconcert 2012                          | 2013                  | 09-03-2013            | 14              | 41           | Livealbum                 |
| Ich bin da                                                  | 2013                  | 06-07-2013            | 64              | 14           | Duitstalig album          |
| Unplugged: De Rockfield Sessies                             | 2013                  | 02-11-2013            | 13              | 14           |                           |
| Jij & ik                                                    | 2014                  | 30-08-2014            | 7               | 29           |                           |
| Recht uit m'n hart - ballades                               | 2015                  | 07-02-2015            | 12              | 29           |                           |
| Kerst voor iedereen                                         | 2015                  | 14-11-2015            | 13              | 9            |                           |
| Vorsicht unzensiert!                                        | 2016                  | 16-01-2016            | 6               | 55           | in de formatie KLUBBB3    |
| 20                                                          | 2016                  | 24-09-2016            | 5               | 33           |                           |
| Jetzt geht's richtig los!                                   | 2017                  | 14-01-2017            | 3               | 34           | in de formatie KLUBBB3    |
| 20 jaar hits                                                | 2017                  | 11-11-2017            | 15              | 30           | Verzamelalbum             |
| Wir werden immer mehr!                                      | 2018                  | 20-01-2018            | 2               | 21           | in de formatie KLUBBB3    |
| Jan en alleman - Het jubileumconcert                        | 2018                  | 17-03-2018            | 2               | 1            |                           |
| Toppers in concert 2018                                     | 2018                  | 01-09-2018            | 6               | 16           | in de formatie De Toppers |
| Met andere woorden                                          | 2018                  | 29-09-2018            | 2               | 14           |                           |
| Toppers in concert 2019                                     | 2019                  | 07-09-2019            | 17              | 8            | in de formatie De Toppers |
| Boven Jan                                                   | 2022                  | 05-11-2022            | 2               | 9            |                           |
| De Mooiste tijd van 't jaar                                 | 22-11-2024            | 30-11-2024            | 2*              | 31*          |                           |

### Singles
| Single met eventuele hitnotering(en) in de Nederlandse Top 40 | Datum van verschijnen | Datum van binnenkomst | Hoogste positie | Aantal weken | Opmerkingen |
| ------------------------------------------------------------- | --------------------- | --------------------- | --------------- | ------------ | --- |
| Mama                                                          | 1996                  | 23-11-1996            | 12              | 7            | als Jantje Smit / met BZN / Nr. 12 in de Single Top 100                                                                        |
| Ik zing dit lied voor jou alleen                              | 1997                  | 12-04-1997            | 1(7wk)          | 15           | als Jantje Smit / Nr. 1 in de Single Top 100 / Platina                                                                         |
| Pappie, waar blijf je nou?                                    | 1997                  | 21-06-1997            | 9               | 5            | als Jantje Smit / Nr. 25 in de Single Top 100                                                                                  |
| Ave Maria                                                     | 1997                  | 15-11-1997            | 13              | 8            | als Jantje Smit / Nr. 24 in de Single Top 100                                                                                  |
| Het land van mijn dromen                                      | 1998                  | 11-04-1998            | 11              | 9            | als Jantje Smit / Nr. 10 in de Single Top 100                                                                                  |
| O sole mio                                                    | 1998                  | 13-06-1998            | 28              | 3            | als Jantje Smit |
| Eens zit het leven je weer mee                                | 1999                  | 20-03-1999            | tip4            | -            | als Jantje Smit / Nr. 62 in de Single Top 100                                                                                  |
| Puik idee ballade                                             | 1999                  | 03-07-1999            | 18              | 4            | als Jantje Smit / met Normaal / Nr. 14 in de Single Top 100                                                                    |
| Zing en lach en leef je uit                                   | 09-2001               | -                     |                 |              | Nr. 76 in de Single Top 100 |
| Op eigen benen                                                | 2003                  | -                     |                 |              | Nr. 53 in de Single Top 100 |
| Als de nacht verdwijnt (live)                                 | 2004                  | -                     |                 |              | Nr. 48 in de Single Top 100 |
| Als je iets kan doen                                          | 06-01-2005            | 15-01-2005            | 1(4wk)          | 9            | Als onderdeel van Artiesten voor Azië / Nr. 1 in de Single Top 100 / Alarmschijf                                               |
| Vrienden voor het leven / Als de nacht verdwijnt (live)       | 2005                  | 02-04-2005            | 16              | 18           | Nr. 5 in de Single Top 100 |
| Boom boom bailando                                            | 2005                  | 02-07-2005            | 23              | 4            | Nr. 9 in de Single Top 100 |
| Laura                                                         | 15-10-2005            | 15-10-2005            | 7               | 16           | Nr. 1 in de Single Top 100 |
| Kerst voor iedereen                                           | 2005                  | -                     |                 |              | met Bridget Maasland |
| Hoe kan ik van je dromen                                      | 2006                  | 11-03-2006            | 24              | 5            | Nr. 4 in de Single Top 100 |
| Als de morgen is gekomen                                      | 25-08-2006            | 02-09-2006            | 1(5wk)          | 16           | Nr. 1 in de Single Top 100 |
| Cupido                                                        | 17-11-2006            | 02-12-2006            | 1(5wk)          | 9            | Nr. 1 in de Single Top 100 |
| Op weg naar geluk                                             | 26-03-2007            | 07-04-2007            | 1(1wk)          | 6            | Nr. 1 in de Single Top 100 |
| Dan volg je haar benen / Calypso                              | 26-10-2007            | 03-11-2007            | 1(4wk)          | 14           | Calypso met John Denver / Nr. 1 in de Single Top 100                                                                           |
| Stilte in de storm                                            | 11-07-2008            | 19-07-2008            | 2               | 11           | uit De Brief voor de Koning / Nr. 1 in de Single Top 100                                                                       |
| Als je lacht                                                  | 31-10-2008            | 08-11-2008            | 3               | 8            | Nr. 1 in de Single Top 100 |
| Je naam in de sterren                                         | 20-02-2009            | 07-03-2009            | 11              | 6            | Nr. 1 in de Single Top 100 |
| Mi rowsu (Tuintje in mijn hart)                               | 24-07-2009            | 08-08-2009            | 1(3wk)          | 18           | met Damaru / Nr. 1 in de Single Top 100 / Platina                                                                              |
| Leef nu het kan                                               | 26-02-2010            | 06-03-2010            | 5               | 11           | Nr. 1 in de Single Top 100 |
| Terug in de tijd                                              | 2010                  | 03-07-2010            | 34              | 3            | Nr. 2 in de Single Top 100 |
| Zie wel hoe ik thuis kom                                      | 2010                  | 09-10-2010            | 33              | 2            | Nr. 1 in de Single Top 100 |
| Niemand zo trots als wij                                      | 07-01-2011            | 22-01-2011            | 19              | 5            | Nr. 1 in de Single Top 100 / Platina                                                                                           |
| Hou je dan nog steeds van mij                                 | 30-09-2011            | 15-10-2011            | 34              | 3            | Nr. 1 in de Single Top 100 / Goud                                                                                              |
| Dromen                                                        | 16-01-2012            | 14-01-2012            | tip2            | -            | Nr. 2 in de Single Top 100 |
| Echte vrienden                                                | 24-05-2012            | 09-06-2012            | 10              | 8            | met Gerard Joling / Nr. 1 in de Single Top 100 / Platina                                                                       |
| Altijd daar                                                   | 19-08-2012            | 15-09-2012            | 28              | 6            | Nr. 1 in de Single Top 100 |
| Sla je armen om me heen                                       | 18-10-2012            | 03-11-2012            | 16              | 6            | met Roos van Erkel / Soundtrack Het Bombardement / Nr. 1 in de Single Top 100 / Platina                                        |
| Hoop, liefde en vertrouwen                                    | 2013                  | 23-02-2013            | tip2            | -            | Nr. 1 in de Single Top 100 |
| Leeg om je heen [2013] / To all the girls I've loved before   | 2013                  | 12-10-2013            | tip1            | -            | met Julio Iglesias / Nr. 28 in de Single Top 100                                                                               |
| Nederland wordt kampioen!                                     | 2014                  | 24-05-2014            | tip4            | -            | met Johnny de Mol / Nr. 1 in de Single Top 100 / Goud                                                                          |
| Jij & ik                                                      | 08-08-2014            | 30-08-2014            | 22              | 5            | Nr. 1 in de Single Top 100 / Goud                                                                                              |
| Handen omhoog (Remix)                                         | 03-10-2014            | 11-10-2014            | 26              | 3            | met Kraantje Pappie / Nr. 1 in de Single Top 100 / Goud                                                                        |
| Kerstmis vier je samen                                        | 2014                  | 13-12-2014            | tip25           | -            | als onderdeel van Eenmaal Voor Allen / Nr. 68 in de Single Top 100                                                             |
| Recht uit m'n hart                                            | 2015                  | 07-02-2015            | tip2            | -            | Nr. 1 in de Single Top 100 / Goud                                                                                              |
| Kleine superster                                              | 01-05-2015            | 02-05-2015            | tip11           | -            | Nr. 3 in de Single Top 100 / Goud                                                                                              |
| De hoeken van de kamer                                        | 20-03-2016            | -                     | -               | -            | |
| Als je d'r niet bij bent                                      | 20-04-2016            | -                     | -               | -            | |
| Welkom in mijn hart                                           | 20-05-2016            | -                     | -               | -            | |
| Jij bent daar                                                 | 20-06-2016            | -                     | -               | -            | Met Kim-Lian |
| Kom dichterbij me                                             | 2016                  | 24-09-2016            | 24              | 4            | met Broederliefde / Nr. 20 in de Single Top 100 / Goud                                                                         |
| Het leven danst sirtaki                                       | 2017                  | -                     | -               | -            | in de formatie KLUBBB3 / Nr. 76 in de Single Top 100                                                                           |
| Ik wil slapen                                                 | 2018                  | 28-07-2018            | tip13           | -            | Met Alain Clark en Glen Faria                                                                                                  |
| Ik zie                                                        | 07-09-2018            | 15-09-2018            | tip6            | -            | |
| Liever dan m'n eigen leven                                    | 2018                  | 08-12-2018            | tip             | -            | |
| Betere tijden                                                 | 2019                  | 12-01-2019            | tip             | -            | |
| Wij zijn Nederland                                            | 17-05-2019            | 08-06-2019            | tip10           | -            | Met John de Bever, André Rieu en Jack van Gelder                                                                               |
| Vlinders                                                      | 2019                  |                       |                 |              | Met Ali B en Gers Pardoel |
| Wij zijn Nederland                                            | 17-05-2019            | 08-06-2019            |                 |              | |
| Je naam in de sterren                                         | 2021                  | 24-04-2021            | tip18           | -            | met Tino Martin |
| Zolang je bij me bent                                         | 2021                  | 04-09-2021            | tip13           |              | |
| Hoofd leeg, hart vrij                                         | 01-04-2022            |                       |                 |              | |
| Alles leeft in mij (voor Volendam)                            | 26-04-2022            |                       |                 |              | |
| Tussen jou en mij                                             | 2022                  | 23-07-2022            | 31              | 7            | met Waylon / als Willem & Jan / Nr. 55 in de Single Top 100                                                                    |
| De spiegel                                                    | 28-10-2022            |                       |                 |              | |
| Mijn eigen feest                                              | 06-01-2023            |                       |                 |              | Met John West |
| Van Goes tot Purmerend                                        | 23-08-2023            | tip5                  |                 |              | Met Marco Schuitmaker |
| Festival der Liebe                                            | 24-01-2024            |                       |                 |              | Met Chantal Janzen, cover van Ein Festival der Liebe, titelsong voor het gelijknamige concert                                  |
| Ich bin wie du                                                | 24-01-2025            |                       |                 |              | Met Chantal Janzen, cover van Ich bin wie du, anthem voor het tweede deel van hun gezamenlijke Festival der Liebe concertreeks |
| Tranquilo                                                     | 06-06-2025            | 13-06-2025            | 20              |              | |

| Single met hitnotering(en) in de Vlaamse Ultratop 50 | Datum van verschijnen | Datum van binnenkomst | Hoogste positie | Aantal weken | Opmerkingen                                                   |
| ---------------------------------------------------- | --------------------- | --------------------- | --------------- | ------------ | ------------------------------------------------------------- |
| Ik zing dit lied voor jou alleen                     | 1997                  | 10-05-1997            | 1(2wk)          | 21           | als Jantje Smit / Nr. 1 in de Radio 2 Top 30                  |
| Pappie, waar blijf je nou?                           | 1997                  | 09-08-1997            | 40              | 3            | als Jantje Smit                                               |
| Ave Maria                                            | 1997                  | 15-11-1997            | 35              | 10           | als Jantje Smit                                               |
| Het land van mijn dromen                             | 1998                  | 16-05-1998            | 46              | 1            | als Jantje Smit                                               |
| Laura                                                | 2005                  | 03-12-2005            | 9               | 11           | Nr. 7 in de Radio 2 Top 30                                    |
| Hoe kan ik van je dromen                             | 2006                  | 01-04-2006            | tip10           | -            |                                                               |
| Boom boom bailando                                   | 2006                  | 08-07-2006            | 24              | 5            |                                                               |
| Als de morgen is gekomen                             | 2006                  | 09-09-2006            | tip16           | -            |                                                               |
| Cupido                                               | 2007                  | 31-03-2007            | 36              | 3            |                                                               |
| Mi rowsu (Tuintje in mijn hart)                      | 2009                  | 29-08-2009            | tip15           | -            | met Damaru                                                    |
| Niemand zo trots als wij                             | 2011                  | 29-01-2011            | 28              | 2            |                                                               |
| Hou je dan nog steeds van mij                        | 2011                  | 29-10-2011            | 44              | 1            |                                                               |
| Dromen                                               | 2012                  | 11-02-2012            | tip75           | -            |                                                               |
| Zingen lachen dansen                                 | 2012                  | 18-08-2012            | 23              | 5            | met De Romeo's / Nr. 1 in de Vlaamse Top 10                   |
| Sla je armen om me heen                              | 2012                  | 03-11-2012            | tip77           | -            | met Roos van Erkel / Soundtrack Het Bombardement              |
| Hoop, liefde en vertrouwen                           | 2012                  | 02-03-2013            | tip72           | -            |                                                               |
| Leeg om je heen                                      | 2012                  | 26-10-2013            | tip77           | -            |                                                               |
| Jij & ik                                             | 2014                  | 16-08-2014            | tip14           |              |                                                               |
| Handen omhoog (Remix)                                | 2014                  | 18-10-2014            | tip44           | -            | met Kraantje Pappie                                           |
| Recht uit m'n hart                                   | 2015                  | 31-01-2015            | tip39           | -            |                                                               |
| Duizend en één nacht                                 | 2015                  | 02-05-2015            | tip9            | -            | met Lindsay / Nr. 6 in de Vlaamse Top 50                      |
| Eindelijk Kerstmis                                   | 2015                  | 12-12-2015            | tip51           | -            |                                                               |
| Du schaffst das schon                                | 2016                  | 23-01-2016            | tip20           | -            | in de formatie KLUBBB3                                        |
| Welkom in m'n hart                                   | 2016                  | 02-07-2016            | tip             | -            |                                                               |
| De hoeken van de kamer                               | 2016                  | 15-10-2016            | tip26           | -            |                                                               |
| Jetzt erst recht!                                    | 2017                  | 28-01-2017            | tip45           | -            | in de formatie KLUBBB3                                        |
| Het leven danst sirtaki                              | 2017                  | 18-02-2017            | tip             | -            | in de formatie KLUBBB3 / Nr. 28 in de Vlaamse Top 50          |
| Märchenprinzen                                       | 2017                  | 06-05-2017            | tip             | -            | in de formatie KLUBBB3 / met Gloria von Thurn und Taxis       |
| De wereld rond                                       | 2017                  | 30-09-2017            | tip             | -            |                                                               |
| Ho-dio-di-jee                                        | 2017                  | 20-01-2018            | tip42           | -            | in de formatie KLUBBB3 / Nr. 19 in de Vlaamse Top 50          |
| Ik wil slapen                                        | 2018                  | 28-07-2018            | tip13           | -            | Met Alain Clark en Glen Faria                                 |
| Ik zie                                               | 2018                  | 29-09-2018            | tip42           | -            |                                                               |
| Liever dan m'n eigen leven                           | 2018                  | 08-12-2018            | tip             | -            |                                                               |
| Betere tijden                                        | 2019                  | 12-01-2019            | tip             | -            |                                                               |
| Vlinders                                             | 2019                  | 02-03-2019            | tip             | -            | met Ali B en Gers Pardoel                                     |
| Altijd                                               | 2019                  | 19-10-2019            | 26              | 3            | met Gert Verhulst en James Cooke / Nr. 1 in de Vlaamse Top 50 |
| Mooi zo                                              | 2021                  | 29-05-2021            | tip22           | -            | met Gert Verhulst, James Cooke, Kobe Ilsen en Viktor Verhulst |

### NPO Radio 2 Top 2000
| Nummers met noteringen in de NPO Radio 2 Top 2000 | '06  | '07  | '08  | '09  | '10  | '11  | '12  | '13  | '14  | '15  | '16  | '17-'18 | '19  | '20  |
| ------------------------------------------------- | ---- | ---- | ---- | ---- | ---- | ---- | ---- | ---- | ---- | ---- | ---- | ------- | ---- | ---- |
| Als de morgen is gekomen                          | 1855 | 131  | 725  | 316  | 526  | 632  | 985  | 1155 | 1328 | 1752 | 1979 | -       | 1836 | 1872 |
| Als je lacht                                      | ×    | ×    | -    | -    | -    | 1690 | -    | -    | -    | -    | -    | -       | -    | -    |
| Cupido                                            | -    | -    | -    | 1413 | -    | 1708 | -    | -    | -    | -    | -    | -       | -    | -    |
| Dan volg je haar benen                            | ×    | -    | -    | 1056 | -    | 1817 | -    | -    | -    | -    | -    | -       | -    | -    |
| Ik zing dit lied voor jou alleen                  | -    | 1304 | -    | -    | -    | 1930 | -    | -    | -    | -    | -    | -       | -    | -    |
| Laura                                             | -    | -    | -    | 409  | 759  | 672  | 1154 | 1303 | 1514 | 1788 | -    | -       | -    | -    |
| Stilte in de storm                                | ×    | ×    | -    | -    | 1706 | 1545 | -    | -    | -    | -    | -    | -       | -    | -    |
| Vrienden voor het leven                           | -    | 414  | 1706 | 778  | 1364 | 1149 | 1859 | 1916 | -    | -    | -    | -       | -    | -    |

1. ↑  Een '-' betekent dat het nummer niet was genoteerd, een '×' betekent dat het nummer nog niet was uitgebracht en een vetgedrukt getal geeft de hoogste notering van een nummer aan.
2. ↑  2006 was het eerste jaar met een notering voor Jan Smit.
3. ↑  Deze tabel is bijgewerkt tot en met de meest recente editie (2024).

### Dvd's
| Dvd's met hitnoteringen in de DVD Top 30       | Datum van verschijnen | Datum van binnenkomst | Hoogste positie | Aantal weken | Opmerkingen |
| ---------------------------------------------- | --------------------- | --------------------- | --------------- | ------------ | ----------- |
| Onderweg 2003-2004                             | 2004                  | 29-05-2004            | 3               | 31           |             |
| Op de bühne: live                              | 2005                  | 08-10-2005            | 2               | 114          |             |
| Live '09: Jan Smit komt naar je toe Tour 08/09 | 2009                  | 09-05-2009            | 1(6wk)          | 51           |             |
| Live in Ahoy: Jubileumconcert 2012             | 2013                  | 02-03-2013            | 1(1wk)          | 41           |             |
| Live in HMH: Jubileumconcert                   | 2017                  | 09-09-2017            | 2               | 29           |             |

## Filmografie
- Het bombardement (2012) - Vincent de Graaf
- Flikken Maastricht (2014) - Zichzelf
- H.I.T. (2017) - als zichzelf
- Das Traumschiff (2017) - Zichzelf (als KLUBBB3)
- Het Sinterklaasjournaal (2018) - Jan Vermeulen
- De TV Kantine (2021) - Lee Sheridan (Brotherhood of Man)
- 2 kleine kleutertjes: Een dag om nooit te vergeten (2022) - Papa

## Trivia
- Zanger Jan Keizer van BZN is een achterneef van de moeder van Jan Smit.
- Voetballer Klaas Smit (overleden in 2008) was een oudoom van Jan Smit.
- Rederij Volendam Marken Express vernoemde een vloot naar Jan Smit.
- Smit is mede-eigenaar van een restaurant op de Dijk in Volendam.